# Cercle horari

Diagrama del cercle horari d'una estrella

Els cercles horaris són els cercles màxims de l'esfera celeste que passen pels pols celestes: pol nord celeste i pol sud celeste. En particular, el meridià del lloc és un cercle horari.